# Buprestis sulcicollis
Buprestis sulcicollis är en skalbaggsart som först beskrevs av Leconte 1860.  Buprestis sulcicollis ingår i släktet Buprestis och familjen praktbaggar. Inga underarter finns listade i Catalogue of Life.